# Madasumma zamboanga
Madasumma zamboanga är en insektsart som beskrevs av Otte, D. 2007. Madasumma zamboanga ingår i släktet Madasumma och familjen syrsor. Inga underarter finns listade i Catalogue of Life.